# Parafia Chrystusa Odkupiciela w Rzepinie
Parafia Chrystusa Odkupiciela w Rzepinie – jedna z 12 parafii dekanatu Starachowice-Południe diecezji radomskiej.

## Historia
Rzepin jako dar Radosława wymieniany był w 1198 w dokumencie patriarchy jerozolimskiego nadającego dobra dla klasztoru bożogrobców w Miechowie. Potem przeszedł on w ręce świeckich właścicieli, a następnie podlegał klasztorowi benedyktynów ze Świętego Krzyża. Dziesięciny oddawano początkowo plebanowi parafii Świętomarz, a od drugiej połowy XVI w. parafii Pawłów. Kaplica dojazdowa parafii Pawłów w Rzepinie wybudowana została w 1984 staraniem ks. Jana Gogacza. Parafia erygowana została 16 grudnia 1994 przez bp. Edwarda Materskiego z wydzielonego terenu parafii macierzystej. Kościół został rozbudowany według projektu arch. Kazimierza i Stanisława Pocheć w latach 1997–1998 staraniem ks. Szymona Krasuli. Konsekracji świątyni dokonał bp. Edward Materski 30 maja 1998. Jest obiektem zbudowanym z cegły czerwonej, białej i pustaka cementowego. 

## Zasięg parafii
Do parafii należą wierni z miejscowości: Rzepin Drugi, Rzepin Pierwszy i Rzepin-Kolonia.

## Proboszczowie
- ks. Szymon Krasula (od 1994)